# Oldřich Lipský
Oldřich Lipský (ur. 4 lipca 1924 w Pelhřimov, zm. 19 października 1986 w Pradze) – czeski  reżyser i  scenarzysta filmowy, specjalizujący się w komediach. Brat aktora Lubomíra Lipskiego.

## Wybrana filmografia

### Reżyser
- 1954 – Dziś wieczór gramy!
- 1959 – Gwiazda jedzie na południe
- 1962 – Człowiek z pierwszego stulecia
- 1964 – Lemoniadowy Joe
- 1970 – Trup w każdej szafie
- 1970 – Panowie, zabiłem Einsteina
- 1972 – Sześć niedźwiedzi i klown Cebulka
- 1976 – Mareczku, podaj mi pióro!
- 1976 – Cyrk w cyrku
- 1977 – Adela jeszcze nie jadła kolacji
- 1981 – Tajemnica zamku w Karpatach
- 1983 – Serdeczne pozdrowienia z Ziemi

### Scenarzysta
- 1964 – Lemoniadowy Joe
- 1970 – Trup w każdej szafie
- 1970 – Panowie, zabiłem Einsteina
- 1972 – Sześć niedźwiedzi i klown Cebulka
- 1976 – Cyrk w cyrku